# 10式枪挂榴弹发射器
10／10A式枪挂榴弹发射器（QLG-10／QLG-10A，QLG为源自官方翻译的拼音「轻武器—榴弹—掛」（Qingwuqi Liudan Guà）的类别代码，照正常而言的拼音是「2010／10A式枪挂榴弹发射器」（Guà Liudan Qiang, 2010／10A），亦简称10／10A式，以下分別简称为QLG-10和QLG-10A）是一款由中国北方工业集团公司所研制和生產、95-1式自動步槍（QBZ-95-1）所配套的枪掛型榴弹发射器，可说是91式枪挂榴彈發射器（QLG-91）的升级型，发射中国自行研製的35×32毫米無彈殼榴彈。

## 歷史
在QBZ-95-1枪族系统的研制中，还配套研制了其枪挂榴弹发射器。
由于QBZ-95枪族并没有其下挂榴弹发射器，而且该枪族已在部队大规模装备，因此这次一同启动了QBZ-95-1与QBZ-95两个枪族的枪挂榴弹发射器的研制工作。
两款榴弹发射器，除了挂装接口、扳机位置设置不同以外，其他的结构基本相同。其中QLG-10挂装于QBZ-95式5.8毫米自动步枪以上，既可自用也可出口；而QLG-10A则挂装于QBZ-95-1式5.8毫米自动步枪及QBZ-95B-1式5.8毫米短自动步枪以上。
两种榴弹发射器均可安装专用的白光瞄准镜。

## 设计细节
QLG-10／QLG-10A操作使用方便，战斗射速快，使用安全、机构动作可靠，具有良好的作战和使用性能。
总体而言，这两种榴弹发射器具有如下三大闪光点。
1. 挂装以后的榴弹发射器可与步枪同时处于待击状态，但各自独立发射。这在应对复杂多变的各种战场目标的时候，具有很强的快速反应能力。
2. 榴弹发射器体积细小、质量轻便、结构紧凑，挂装以后与武器外形协调美观。加挂于步枪以后，不影响步枪的携行和战术机动，即使是在城市作战、空降作战、乘车作战、舰船作战、丛林作战以及山地作战等各种有限空间的战场作战，也具有灵活的战场机动能力。
3. QLG-10／QLG-10A可发射DFS-10碰炸杀伤榴弹、DFS-10A跳炸杀伤榴弹、DFJ-10破甲杀伤榴弹、DFX-10弹道指示榴弹等多种弹药，可以毁伤轻型装甲目标、集群有生目标，还可用作弹道指示，在战场上能满足多种战术需要，且有广泛的战术用途。

### 挂装接口
因QBZ-95-1枪族对QBZ-95枪族在设计方面作了大量改进，二者外观设计区别较大，因此QLG-10与QLG-10A与步枪的挂装接口也不相同。
QLG-10由发射管上部的连接座前端挂于步枪膛口装置以上，并且藉由连接座后端的挂枪卡笋与步枪刺刀座尾端扣合，使其与QBZ-95紧固挂装。
而对QLG-10A而言，则要求无需加装任何改进就能够同时挂装于QBZ-95-1及QBZ-95B-1上。为了保证能与两种枪挂装外形匹配，其连接座设在发射管上方比较靠前的位置，而且连接座亦比较短。与QBZ-95-1联接时，其连接座前端挂于步枪刺刀座上；而与QBZ-95B-1联接时，连接座前端恰好挂于短自动步枪膛口装置上。不管与自动步枪或是短自动步枪相联接，均依靠发射器尾端突出的圆柱体插入步枪活塞座相对应的孔而将榴弹发射器固定于枪管下方。

### 扳机设置
QLG-10挂装于步枪下方后，其握把处于步枪手槍握把的前方，设计类似于CIS 40 GL、HK AG36和IWI GL 40。扣动榴弹发射器的扳机时，需要緊握住榴弹发射器的手槍握把。
QLG-10A的扳机直接位于步枪扳機護環下方，设计类似于XM148、FN EGLM和VHS-BG。緊握住步枪手槍握把即可扣动发射器扳机，在分别扣步枪及榴弹发射器的扳机的时候，操作手无需变换位置，具有较QLG-10良好的人机工效。

### 发射管与发射机
QLG-10／QLG-10A的核心机构均由发射管和发射机两大组件所组成。发射管内具有12条右旋膛线，发射管后部设有固弹销以固定榴弹。榴弹发射器采用前装填方式，榴弹弹带预制有导转槽，将榴弹从发射管口部装填，榴弹顺着膛线进入膛内，设计类似于GP-25／GP-30／GP-34。装填到位以后，固弹销卡入榴弹的固弹槽以将榴弹固定到位。
榴弹采用高低压发射原理。扣动扳机以后，击针击发底火，以点燃榴弹底部高压药室之中的发射药；当火药燃气达到破孔压力后，火药燃气冲破药室泄气孔堵片，进入发射管后端形成低压室并推动弹丸向前，弹丸脱离固弹销的限制向前运动，直至飞离发射管。
发射管组件上设置了其机械瞄具，而机械瞄具座左侧设置有光学瞄准镜接口以安装光学瞄准镜。
发射机采用雙動擊發機構，并设置有待击保险、挂枪保险和榴弹装填到位保险三重保险机构以确保其使用安全。

### 固弹机构
前装填发射方式具有一定的特殊性，既要满足携行或乘车时顺利装填榴弹、确保榴弹于发射管以内可靠定位，还要保证射击时榴弹能够顺利出膛，因此QLG-10／QLG-10A的发射管内均设计有固弹机构。
这个固弹机构是由固弹销压板、固弹销簧等零件组成。固弹销压板设在发射管外部，便于操作；固弹销簧位于发射管内部。在不发射或训练时，按压固弹销压板即可快速解脱固弹销，榴弹在簧力作用下自行向前滑出发射管，便于快速方便取出榴弹。
固弹机构的设置既保证了榴弹于发射管以内可靠定位，又保证榴弹在一定压力以下即可顺利解脱固弹销而飞出。

### 击发机构
QLG-10／QLG-10A采用擊針式击发机构，双动击发方式，击针内设计有击针簧和击针簧导杆，击针簧除了确保可靠击发外，还具有击针强制回位功能，即击发后击针尖被强制缩入弹底窝内，确保下一发榴弹装填的安全性。
其双动击发过程为：榴弹装填到位以后，扣动扳机，阻铁推动击针向后，压缩击针簧所储存的击发能量；继续扣动扳机时，阻铁将与击针解脱，而击针在簧力的作用以下前冲，并且打击榴弹底火以击发榴弹。榴弹击发以后，击针簧强制使击针回位；松开扳机以后，阻铁则与击针扣合，以便于下一次扣动扳机之时击发下一发榴弹。

### 保险机构
为了确保使用安全和机构动作可靠，QLG-10／QLG-10A设置了三重保险机构，即是：挂枪保险、榴弹装填到位保险和手动保险。
挂枪保险位于发射机座顶部，榴弹发射器未装挂于步枪以上之时，保险杆于顶部突出并且锁住击针，使之无法向前移动；只有当发射器装挂于步枪以上之时，保险杆才会被压下，从而解除对击针的锁定。
榴弹装填到位保险位于发射机座左侧上部，膛室内无榴弹时，保险杆缩入发射机座，锁住击针；只有当榴弹装填到位后，保险杆才被顶起，解除对击针的锁定。手动保险杆位于发射机左侧面，有两挡设置，“0”代表保险位置，“1”代表击发位置。三重保险全部作用在击针上，只有在榴弹发射器加挂在步枪上到位、榴弹装填到位、手动保险转换到击发位置，才能扣动扳机击发榴弹。若任一个保险未解除，扣动扳机时均不能解脱击针，从而确保使用安全。

### 瞄准具
榴弹发射器属于曲射武器，其机械瞄具高低射角调整的幅度较其他武器大。QLG-10／QLG-10A的机械瞄具的调整机构包括分度盘、游标杆，而准星与照门则分别设置在游标杆的前后两端，上、下旋转游标杆即可调整照门、准星设定射程。QLG-10与QLG-10A的分度盘设计位置略有不同，前者设在连接座的左侧面，后者则设在发射管的左侧面，二者游标杆的旋转轴均固定在分度盘的后方。
两种榴弹发射器的分度盘上均设有7个齿形槽，从上到下分别代表100、150、200、250、300、350、400公尺的射程，其中100、200、300、400公尺（109.36、218.72、328.08、437.45码）相对应的齿形槽旁边分别标有数字“1”、“2”、“3”、“4”，将游标杆分别对应不同的齿形槽则代表设定为不同的射程。其使用双重缺口式照门，大型缺口在上而小型缺口在下。射击100公尺（109.36码）以内的目标的时候使用小型缺口照门，并将游标杆设置于标有“1”的齿形槽上；射击100公尺以外的目标的时候则均使用大型缺口照门，并且将游标杆设置于相对应的齿形槽处。
机械瞄具座上设计上具有光学瞄准镜挂装接口，光学瞄准镜的射角分划和弹道偏差修正由机械瞄具来完成，调整好机械瞄具以后即相当于调整了光学瞄准镜，达到了机械、光学瞄准具一体化设计，简化了光学瞄准具的设计要求，并对于缩小光学瞄准具外形尺寸和减轻质量起到了一定作用。
QLG-10／QLG-10A的专用瞄準具是YMAL10-35式白光瞄准镜，为一款精密的内红点光学瞄准镜，没有放大功能，出瞳距离不受眼点位置的限制。使用时可以双眼同时睁开瞄准，无论是平射或是曲射，均能通过红点快速捕捉并瞄准目标，极大地提高了瞄准速度和射击命中率，并具有良好的人机工效。

## 弹药
QLG-10／QLG-10A发射DFS-10碰炸杀伤榴弹、DFS-10A跳炸杀伤榴弹、DFJ-10破甲杀伤榴弹和DFX-10弹道指示榴弹。
其中发射DFS-10碰炸杀伤榴弹和DFS-10A跳炸杀伤榴弹时用于杀伤和压制400公尺（437.45码，1,968.5英尺）内敌方集群有生目标和火力点；发射DFJ-10破甲杀伤榴弹时用于毁伤100公尺（109.36码，328.08英尺）内轻型装甲目标及杀伤400公尺（437.45码，1,968.5英尺）内有生目标；发射DFX-10弹道指示榴弹时用于400米（437.45码，1,968.5英尺）内的弹道指示。发射的四种彈藥具有良好的弹道一致性。

## 使用国
- 中华人民共和国
  - 中国人民武装警察部队
  - 中国人民解放军

## 外部連結
- （英文）—Modern Firearms—QLG-10 / QLG-10A underbarrel grenade launcher（页面存档备份，存于）
- （俄文）—QLG-10 подствольный гранатомет（页面存档备份，存于）
- （俄文）—Гранатомет QLG-10 / QLG-10A - Китай - Гранатометы - Оружие - Современная энциклопедия оружия и боеприпасов (стрелковое огнестрельное оружие, боеприпасы и снаряжение)（页面存档备份，存于）
- （简体中文）—D boy Gun World（槍炮世界）—95-1班用枪族（页面存档备份，存于）
- （简体中文）—IT商业新闻网—中国大幅改进95式步枪 QBZ—95突击步枪面世
- （简体中文）—环球网—我驻港部队首次展出新型95-1式自动步枪（页面存档备份，存于）
- （简体中文）—輕兵器—95-1式5.8mm班用枪族大揭示(一)